# Кушка (река)
Кушка на туркменски: Гушгы; на руски: Кушка) е река в северозападната част на Афганистан и южната част на Туркменистан, ляв приток на Мургаб, с дължина 277 km и площ на водосборния басейн 10 700 km².
Река Кушка води началото си на 2885 m н.в. на територията на Афганистан, от северния склон на хребета Сафедкох, част от планинската система на Паропамиз, като в горното си течение има северозападно направление, а в средното и долното – направление север-североизток. При село Сангбор излиза от планините и навлиза в южната част на пустинята Каракум, като протича по източната периферия на възвишението Бадхиз. Около 20 km от средното ѝ течение служи за граница между Афганистан и Туркменистан, след което при афганския град Торгунди изцяло навлиза на територията на Туркменистан. Влива се отляво в река Мургаб на 330 m н.в., на 3 km североизточно от село Ерден. Основните ѝ притоци са предимно леви и са главно на афганска територия: Долаб, Ислим и др. Има смесено подхранване с преобладаване на снежното. Средният годишен отток в устието е 3,52 m³/sec, с ясно изразено пролетно пълноводие с максимум през месец март. От юни до октомври в долното течение напълно пресъхва. На туркменска територия по течението ѝ са разположени Серхетабад (Кушка, Панджде) и Галаимор (Калаимор).

## Топографска карта
- I-41-А М 1:500000[2]